# Jeffrey Rentmeister
Jeffrey Rentmeister (Oupeye, 11 juli 1984) is een Belgische voetballer die bij voorkeur als verdediger speelt.

## Carrière
Rentmeister speelde jarenlang in de jeugd van RFC de Liège. In 2000 maakte hij de overstap naar KAS Eupen, waar hij in 2003 aan de A-kern werd toegevoegd, dan actief in de Tweede Klasse. Rentmeister speelde er 113 wedstrijden, voor hij in 2008 overstapte naar KSK Beveren. Ook daar was hij een vaste waarde en scoorde hij twaalf keer in 56 wedstrijden. Toen Beveren in 2010 fuseerde met RS Waasland, vertrok Rentmeister naar F91 Dudelange, op dat moment onder de hoede van trainer Marc Grosjean. Rentmeister werkte eerder met hem samen bij AS Eupen. Begin 2012 keerde hij terug naar België en voegde hij zich bij de selectie van CS Visé. Vervolgens speelde hij voor KVC Westerlo. Hij tekende in augustus 2014 een eenjarig contract bij Blackpool FC, met een optie voor nog een seizoen. In oktober 2015 sloot hij aan bij Seraing United. In het seizoen 2016/17 speelde hij voor Sporting Hasselt. In 2017 ging hij naar Thes Sport, maar verliet die club eind augustus al voor Sprimont Comblain Sport. Ook bij Sprimont bleef hij slechts één seizoen, want in 2018 trok hij naar Patro Eisden Maasmechelen. Sinds januari 2020 speelt hij voor Rochefortoise FC.

## Competitieresultaten
| seizoen | club                             | land      | competitie             | wed. | goals |
| ------- | -------------------------------- | --------- | ---------------------- | ---- | ----- |
| 2003/04 | KAS Eupen                        | België    | Tweede Klasse          | 16   | 0     |
| 2004/05 | KAS Eupen                        | België    | Tweede Klasse          | 30   | 1     |
| 2005/06 | KAS Eupen                        | België    | Tweede Klasse          | 32   | 0     |
| 2006/07 | KAS Eupen                        | België    | Tweede Klasse          | 34   | 3     |
| 2007/08 | KAS Eupen                        | België    | Tweede Klasse          | 33   | 0     |
| 2008/09 | SK Beveren                       | België    | Tweede Klasse          | 33   | 8     |
| 2009/10 | SK Beveren                       | België    | Tweede Klasse          | 24   | 4     |
| 2010/11 | F91 Dudelange                    | Luxemburg | Nationaldivisioun      | 14   | 2     |
| 2011/12 | F91 Dudelange                    | Luxemburg | Nationaldivisioun      | 10   | 0     |
| 2011/12 | CS Visé                          | België    | Tweede Klasse          | 15   | 0     |
| 2012/13 | CS Visé                          | België    | Tweede Klasse          | 8    | 1     |
| 2012/13 | KVC Westerlo                     | België    | Tweede Klasse          | 7    | 0     |
| 2013/14 | KVC Westerlo                     | België    | Tweede Klasse          | 27   | 1     |
| 2014/15 | KVC Westerlo                     | België    | Eerste Klasse          | 2    | 0     |
| 2014/15 | Blackpool FC                     | Engeland  | Championship           | 8    | 0     |
| 2015/16 | Seraing United                   | België    | Tweede Klasse          | 7    | 1     |
| 2016/17 | Koninklijke Sporting Hasselt     | België    | Eerste klasse amateurs | 22   | 1     |
| 2017/18 | KVV Thes Sport Tessenderlo       | België    | Tweede klasse amateurs | 0    | 0     |
| 2017/18 | RFCB Sprimont                    | België    | Tweede klasse amateurs | 25   | 1     |
| 2018/19 | Patro Eisden Maasmechelen        | België    | Tweede klasse amateurs | 29   | 0     |
| 2019/20 | Patro Eisden Maasmechelen        | België    | Eerste klasse amateurs | 0    | 0     |
| 2019/20 | Royale Jeunesse Rochefortoise FC | België    | Derde klasse amateurs  | 6    | 0     |
| 2020/21 | Royale Jeunesse Rochefortoise FC | België    | Derde klasse amateurs  | 0    | 0     |
|         |                                  |           | Totaal                 | 382  | 23    |

Bijgewerkt tot 16 september 2020